# Nikołaj Kozłow (polityk)
Nikołaj Timofiejewicz Kozłow (ros. Николай Тимофеевич Козлов, ur. 19 grudnia 1925 we wsi Krasowka w guberni saratowskiej, zm. 15 kwietnia 2001 w Moskwie) – radziecki polityk, przewodniczący Komitetu Wykonawczego Moskiewskiej Rady Obwodowej (1964-1981), członek KC KPZR (1971-1986).
W latach 1943–1947 służył w Armii Czerwonej/Armii Radzieckiej, w 1943 był kursantem szkoły wojskowo-politycznej w mieście Engels w obwodzie saratowskim, potem żołnierzem 97 Dywizji Piechoty na Froncie Centralnym, w grudniu 1943 został ranny i odesłany na leczenie. Od 1946 członek WKP(b), 1947-1952 studiował w Moskiewskiej Akademii Rolniczej, 1952-1954 zastępca dyrektora stanicy maszynowo-traktorowej ds. politycznych i II sekretarzem rejonowego komitetu KPZR w obwodzie moskiewskim, 1954-1958 pomocnik I sekretarza Komitetu Obwodowego KPZR w Moskwie, 1958-1959 szef Zarządu Statystycznego Obwodu Moskiewskiego, 1960 I zastępca przewodniczącego Komitetu Wykonawczego Moskiewskiej Rady Obwodowej. Od 1960 do stycznia 1963 sekretarz Komitetu Obwodowego KPZR w Moskwie, od grudnia 1962 do 5 lutego 1981 przewodniczący Komitetu Wykonawczego Moskiewskiej Wiejskiej Rady Obwodowej/Moskiewskiej Rady Obwodowej, od 19 grudnia 1980 do 22 listopada 1985 minister gospodarki owocowo-warzywnej ZSRR, następnie na emeryturze. Od 8 kwietnia 1966 do 30 marca 1971 zastępca członka, a od 9 kwietnia 1971 do 25 lutego 1986 członek KC KPZR. Deputowany do Rady Najwyższej ZSRR od 7 do 11 kadencji.

## Odznaczenia
- Order Lenina
- Order Rewolucji Październikowej
- Order Wojny Ojczyźnianej I klasy
- Order Wojny Ojczyźnianej II klasy
- Order Czerwonego Sztandaru Pracy (dwukrotnie)
- Order „Znak Honoru”